# Theodoricus monachus
Theodoricus monachus, in norreno probabilmente Þórir munkr (fl. XIV secolo), è stato un monaco cristiano e scrittore norvegese, dell'ordine benedettino.

## Biografia
Scrisse un'opera in latino sulla storia dei re di Norvegia, l'Historia de Antiquitate Regum Norwagensium, tra il 1177 e il 1188. L'opera copre la storia della Norvegia tra il regno di Haraldr Hárfagri (nel IX secolo) fino alla morte di Sigurðr Jórsalafari nel 1130. Theodoricus afferma che egli considera "totalmente sconveniente registrare per i posteri i crimini, gli omicidi, gli spergiuri, i parricidi, le dissacrazioni di luoghi santi, il disprezzo verso Dio, i saccheggi a scapito della Chiesa non meno che della gente comune, il rapimento delle donne e altre infamie che sarebbero lunghe da enumerare" che seguirono la morte di Sigurðr, la cosiddetta Guerra civile norvegese.
L'opera di Theodoricus è una delle sinossi norvegesi e la più antica raccolta di saghe dei re conservatesi; le altre sinossi sono l'Historia Norvegiæ e l'Ágrip af Nóregskonungasögum. Theodoricus fece grande assegnamento sulle fonti islandesi, tra cui la Saga Antica di Sant'Olaf e l'Óláfs saga Tryggvasonar di Oddr Snorrason.